# Mohammed Azaay
 Mohammed Azaay, né le 1er juillet 1976 à Tétouan, est un acteur néerlandais d'origine marocaine.

## Biographie
Mohammed Azaay naît à Tétouan au Maroc en 1976. Dès son plus jeune âge, il immigre avec sa famille à Amsterdam aux Pays-Bas.
Azaay est diplômé en tant qu'acteur en 2000 dans collège de l'art Amsterdamse Hogeschool voor de Kunsten. En 2004, il lance son projet en collaboration avec Karim El Guennouni appelé De Varkensfabriek qui connaîtra un énorme succès aux Pays-Bas. Mohammed Azaay prend également part en tant qu'acteur dans Het Nationale Toneel, Het Toneel Speelt et Theaterhuis Alba. En dehors du théâtre, il écrit également son nom dans des films et des séries néerlandais.

## Filmographie

### Cinéma
- 1997 : De Boekverfilming
- 1998 : Sombermansactie
- 1999 : Lek
- 2005 : Offers
- 2005 : Impasse
- 2006 : Blondje
- 2006 : Dennis P.
- 2007 : Sarah & Hij
- 2016 : Layla M.
- 2019 : Domino : La Guerre silencieuse

### Télévision
- 1996 : Marrakech
- 1999-2002 : Bradaz
- 2001 : Hallo Holland
- 2005 : Geluk van Nederland
- 2005 : Keyzer en De Boer
- 2006 : Het Huis Anubis
- 2007-2008 : De Vloer op (To the floor)
- 2008-2009 : Sorry Minister